# Begonia humilis
Begonia humilis là một loài thực vật có hoa trong họ Thu hải đường. Loài này được Aiton mô tả khoa học đầu tiên năm 1789.